# Transmission Into Your Heart
Transmission Into Your Heart – drugi album studyjny grupy Houk wydany w 1994.
Album był promowany teledyskiem do utworu tytułowego "Transmission Into Your Heart". Wykorzystano w nim fragmenty filmu The Last Border fińskiego reżysera Miki Kaurismäkiego. Z kolei Kaurismäki wykorzystał "Transmission Into Your Heart" w Stan gotowości (ang. Condition red) - swoim kolejnym, nakręconym rok później filmie.
28 lipca 2004 nakładem Metal Mind Productions ukazała się reedycja płyty. Zawierała dwa teledyski do utworów "Transmission Into Your Heart" i "Pieniądz".

## Lista utworów
1. "Why?... (Dancing In The Lights)" - 3:55
2. "Zyyma" - 1:33
3. "No-One" - 4:02
4. "Natural Way" - 4:41
5. "God Bless" - 5:21
6. "(Spiritual) Revolution" - 2:59
7. "Check Out" - 4:24
8. "Pain" - 5:54
9. "Epihizourus" - 3:02
10. "No Time To Lose" - 3:44
11. "Techno" - 2:58
12. "Nobody's Child" - 2:44
13. "Soul Ammunition" - 3:15
14. "Transmission Into Your Heart" - 5:10

Utwory bonusowe z 2004:
15. "Transmission Into Your Heart" - bonus video
16: "Pieniądz" - bonus video

## Twórcy
- Dariusz "Maleo" Malejonek – śpiew, gitara
- Robert "Sadek" Sadowski – gitara
- Marek "Zefir" Wójcicki – gitara
- Tadeusz Kaczorowski – gitara basowa
- Piotr "Fala" Falkowski – perkusja

(Opracowano na podstawie materiałów źródłowych)